# MasterChef Celebrity (programa de televisión italiano)
La primera edición del show de talentos culinario Celebrity MasterChef Italia, compuesta de 4 etapas y 8 episodios, ha sido transmitida desde el 16 de marzo de 2017 al 6 de abril de 2017 en Sky Uno. Los jueces han sido Bruno Barbieri, Joe Bastianich y Antonino Cannavacciuolo. El show está producido por Endemol.
La edición se retransmite en TV8 del 19 noviembre al 10 de diciembre de 2017.

## Concursantes
| Famosos                | Edad | Ciudad              | Profesión                          | Ranking | Pruebas vencidas |
| ---------------------- | ---- | ------------------- | ---------------------------------- | ------- | ---------------- |
| Roberta Capua          | 48   | Nápoles             | Presentadora de televisión         | 1.ª     | 3                |
| Nesli                  | 36   | Senigallia          | Cantautor                          | 2.º     | 3                |
| Marisa Passera         | 44   | Milán               | Presentadora de televisión y radio | 3.ª     | 3                |
| Filippo Magnini        | 36   | Pésaro              | Nadador                            | 4.º     | 1                |
| Elena Di Cioccio       | 42   | Milán               | Actriz y presentadora              | 5.ª     | 3                |
| Alex Britti            | 48   | Roma                | Cantautor                          | 6.º     | 1                |
| Mara Maionchi          | 75   | Bolonia             | Productora discográfica            | 7.ª     | 2                |
| Antonio Capitani       | 58   | Porto Santo Stefano | Astrólogo                          | 8.º     | 1                |
| Maria Grazia Cucinotta | 48   | Mesina              | Actriz                             | 9.ª     | 0                |
| Enrica Guidi           | 32   | Livorno             | Actriz                             | 10.ª    | 1                |
| Stefano Meloccaro      | 52   | Rieti               | Periodista deportivo               | 11.º    | 0                |
| Serra Yılmaz           | 62   | Estambul            | Actriz                             | 12.ª    | 0                |

### Cuadro de las eliminaciones
|              | 1         | 1                 | 2                 | 2                 | 3                 | 3                 | 4                 | 4                 |                   |                   |                   |                   |                   |                   |                   |                   |                   |                   |                   |                   |                   |                   |                   |                   |                   |                   |                   |
| Roberta      | SALVADA   | ÚLTIMOS 5         | PRIMERA           | PRIMEROS 4        | ÚLTIMOS 3         | ÚLTIMOS 4         | FINALISTA         | GANADORA          |                   |                   |                   |                   |                   |                   |                   |                   |                   |                   |                   |                   |                   |                   |                   |                   |                   |                   |                   |
| Nesli        | SALVADO   | PRIMEROS 5        | SALVADO           | ÚLTIMOS 4         | SALVADO           | ÚLTIMOS 3         | INMUNE            | SEGUNDO           |                   |                   |                   |                   |                   |                   |                   |                   |                   |                   |                   |                   |                   |                   |                   |                   |                   |                   |                   |
| Marisa       | SALVADA   | PRIMEROS 5        | SALVADA           | ÚLTIMOS 4         | SALVADA           | PRIMERA           | ELIMINADA         | Eliminada (ep. 7) | Eliminada (ep. 7) | Eliminada (ep. 7) | Eliminada (ep. 7) | Eliminada (ep. 7) | Eliminada (ep. 7) | Eliminada (ep. 7) | Eliminada (ep. 7) | Eliminada (ep. 7) | Eliminada (ep. 7) | Eliminada (ep. 7) | Eliminada (ep. 7) | Eliminada (ep. 7) | Eliminada (ep. 7) | Eliminada (ep. 7) | Eliminada (ep. 7) | Eliminada (ep. 7) | Eliminada (ep. 7) | Eliminada (ep. 7) |                   |
| Filippo      | SALVADO   | ÚLTIMOS 5         | SALVADO           | PRIMEROS 4        | SALVADO           | ÚLTIMOS 5         | ELIMINADO         | Eliminado (ep. 7) | Eliminado (ep. 7) | Eliminado (ep. 7) | Eliminado (ep. 7) | Eliminado (ep. 7) | Eliminado (ep. 7) | Eliminado (ep. 7) | Eliminado (ep. 7) | Eliminado (ep. 7) | Eliminado (ep. 7) | Eliminado (ep. 7) | Eliminado (ep. 7) | Eliminado (ep. 7) | Eliminado (ep. 7) | Eliminado (ep. 7) | Eliminado (ep. 7) | Eliminado (ep. 7) | Eliminado (ep. 7) | Eliminado (ep. 7) | Eliminado (ep. 7) |
| Elena        | SALVADA   | PRIMEROS 5        | ÚLTIMOS 3         | PRIMEROS 4        | PRIMERA           | ELIMINADA         | Eliminada (ep. 6) | Eliminada (ep. 6) | Eliminada (ep. 6) | Eliminada (ep. 6) | Eliminada (ep. 6) | Eliminada (ep. 6) | Eliminada (ep. 6) | Eliminada (ep. 6) | Eliminada (ep. 6) | Eliminada (ep. 6) | Eliminada (ep. 6) | Eliminada (ep. 6) | Eliminada (ep. 6) | Eliminada (ep. 6) | Eliminada (ep. 6) | Eliminada (ep. 6) | Eliminada (ep. 6) | Eliminada (ep. 6) | Eliminada (ep. 6) | Eliminada (ep. 6) |                   |
| Alex         | SALVADO   | ÚLTIMOS 5         | SALVADO           | PRIMEROS 4        | ÚLTIMOS 2         | ELIMINADO         | Eliminado (ep. 6) | Eliminado (ep. 6) | Eliminado (ep. 6) | Eliminado (ep. 6) | Eliminado (ep. 6) | Eliminado (ep. 6) | Eliminado (ep. 6) | Eliminado (ep. 6) | Eliminado (ep. 6) | Eliminado (ep. 6) | Eliminado (ep. 6) | Eliminado (ep. 6) | Eliminado (ep. 6) | Eliminado (ep. 6) | Eliminado (ep. 6) | Eliminado (ep. 6) | Eliminado (ep. 6) | Eliminado (ep. 6) | Eliminado (ep. 6) | Eliminado (ep. 6) |                   |
| Mara         | SALVADA   | PRIMEROS 5        | PRIMERA           | ÚLTIMOS 4         | ELIMINADA         | Eliminada (ep. 5) | Eliminada (ep. 5) | Eliminada (ep. 5) | Eliminada (ep. 5) | Eliminada (ep. 5) | Eliminada (ep. 5) | Eliminada (ep. 5) | Eliminada (ep. 5) | Eliminada (ep. 5) | Eliminada (ep. 5) | Eliminada (ep. 5) | Eliminada (ep. 5) | Eliminada (ep. 5) | Eliminada (ep. 5) | Eliminada (ep. 5) | Eliminada (ep. 5) | Eliminada (ep. 5) | Eliminada (ep. 5) | Eliminada (ep. 5) | Eliminada (ep. 5) |                   |                   |
| Antonio      | SALVADO   | PRIMEROS 5        | ÚLTIMOS 3         | ELIMINADO         | Eliminado (ep. 4) | Eliminado (ep. 4) | Eliminado (ep. 4) | Eliminado (ep. 4) | Eliminado (ep. 4) | Eliminado (ep. 4) | Eliminado (ep. 4) | Eliminado (ep. 4) | Eliminado (ep. 4) | Eliminado (ep. 4) | Eliminado (ep. 4) | Eliminado (ep. 4) | Eliminado (ep. 4) | Eliminado (ep. 4) | Eliminado (ep. 4) | Eliminado (ep. 4) | Eliminado (ep. 4) | Eliminado (ep. 4) | Eliminado (ep. 4) | Eliminado (ep. 4) |                   |                   |                   |
| Maria Grazia | SALVADA   | ÚLTIMOS 5         | ELIMINADA         | Eliminada (ep. 3) | Eliminada (ep. 3) | Eliminada (ep. 3) | Eliminada (ep. 3) | Eliminada (ep. 3) | Eliminada (ep. 3) | Eliminada (ep. 3) | Eliminada (ep. 3) | Eliminada (ep. 3) | Eliminada (ep. 3) | Eliminada (ep. 3) | Eliminada (ep. 3) | Eliminada (ep. 3) | Eliminada (ep. 3) | Eliminada (ep. 3) | Eliminada (ep. 3) | Eliminada (ep. 3) | Eliminada (ep. 3) | Eliminada (ep. 3) | Eliminada (ep. 3) |                   |                   |                   |                   |
| Enrica       | INMUNE    | ELIMINADA         | Eliminada (ep. 2) | Eliminada (ep. 2) | Eliminada (ep. 2) | Eliminada (ep. 2) | Eliminada (ep. 2) | Eliminada (ep. 2) | Eliminada (ep. 2) | Eliminada (ep. 2) | Eliminada (ep. 2) | Eliminada (ep. 2) | Eliminada (ep. 2) | Eliminada (ep. 2) | Eliminada (ep. 2) | Eliminada (ep. 2) | Eliminada (ep. 2) | Eliminada (ep. 2) | Eliminada (ep. 2) | Eliminada (ep. 2) | Eliminada (ep. 2) | Eliminada (ep. 2) |                   |                   |                   |                   |                   |
| Stefano      | ELIMINADO | Eliminado (ep. 1) | Eliminado (ep. 1) | Eliminado (ep. 1) | Eliminado (ep. 1) | Eliminado (ep. 1) | Eliminado (ep. 1) | Eliminado (ep. 1) | Eliminado (ep. 1) | Eliminado (ep. 1) | Eliminado (ep. 1) | Eliminado (ep. 1) | Eliminado (ep. 1) | Eliminado (ep. 1) | Eliminado (ep. 1) | Eliminado (ep. 1) | Eliminado (ep. 1) | Eliminado (ep. 1) | Eliminado (ep. 1) | Eliminado (ep. 1) | Eliminado (ep. 1) |                   |                   |                   |                   |                   |                   |
| Serra        | ELIMINADA | Eliminada (ep. 1) | Eliminada (ep. 1) | Eliminada (ep. 1) | Eliminada (ep. 1) | Eliminada (ep. 1) | Eliminada (ep. 1) | Eliminada (ep. 1) | Eliminada (ep. 1) | Eliminada (ep. 1) | Eliminada (ep. 1) | Eliminada (ep. 1) | Eliminada (ep. 1) | Eliminada (ep. 1) | Eliminada (ep. 1) | Eliminada (ep. 1) | Eliminada (ep. 1) | Eliminada (ep. 1) | Eliminada (ep. 1) | Eliminada (ep. 1) | Eliminada (ep. 1) |                   |                   |                   |                   |                   |                   |

## Detalle de las etapas

### Primera etapa
Fecha: jueves 16 de marzo de 2017

#### Episodio 1
Participantes: Alex, Antonio, Elena, Enrica, Filippo, Mara, Maria Grazia, Marisa, Nesli, Stefano, Serra, Roberta.
- Mystery Box
  - Tema: Los ingredientes llevados por los competidores.
  - Ingredientes: Arroz soplado (Nesli), Huevos y harina (Mara), Espinacas (Filippo), Carne picada (Maria Grazia), Manzana (Elena), Tomates (Enrica), Carne seca (Alex), Cebolla de Tropea (Marisa), Pimienta de Jamaica (Serra), Alici (Antonio), Berenjenas (Roberta), Litchi (Stefano)
  - Mejores platillos: Arcobaleno (Enrica), Master Blues Burger (Alex), Mystery Box caída del cielo (Roberta).
  - Ganador: Enrica.
- Pressure Test
  - Desafiantes: Alex, Antonio, Elena, Filippo, Mara, Maria Grazia, Marisa, Nesli, Stefano, Serra, Roberta.
  - Primera prueba: filetear perfectamente un jurel (pescado) en 15 minutos (se salvan Elena, Filippo, Nesli, Maria Grazia y Roberta)
  - Invitado: Lionello Cera.
  - Segunda prueba: preparar un plato con lo que sobró del jurel en 45 minutos inspirándose en el plato del chef. (se salvan Alex, Antonio, Mara y Marisa)
  - Eliminados: Serra y Stefano.

#### Episodio 2
Participantes: Alex, Antonio, Elena, Enrica, Filippo, Mara, Maria Grazia, Marisa, Nesli, Roberta.
- Prueba en Exterior
  - Sede: Politécnico de Milán.
  - Invitados: 150 estudiantes.
  - Tema: Preparar un menú completo.
  - Primera prueba: Pelar en 10 minutos el mayor número de papas posibles, el ganador vuelve jefe de equipo. Vence Maria Grazia.
  - Equipo azul: Antonio (jefe de equipo), Elena, Mara, Marisa, Nesli.
  - Equipo rojo: Maria Grazia (jefe de equipo), Alex, Enrica, Filippo, Roberta.
  - Platillos del menú: Fusilli al pesto, pollo a la cacciatora, tortino de patatas y tiramisù (equipo rojo). Risotto a la milanesa, hamburguesa y papas fritas, panna cocida a los frutos rojos (equipo azul).
  - Ganadores: Equipo azul.
- Pressure Test
  - Desafiantes: Alex, Maria Grazia, Enrica, Filippo, Roberta. Los jueces dan la posibilidad a Maria Grazia de salvar alguien del equipo y elige a Alex.
  - Primera prueba: Cocinar un plato a libre elección en 20 minutos (se salva Filippo).
  - Segunda prueba: Cocinar un plato a libre elección en 15 minutos (se salva Roberta).
  - Tercera prueba: Cocinar un plato a libre elección en 10 minutos (se salva Maria Grazia).
  - Eliminada: Enrica.

### Segunda etapa
Fecha: jueves 23 de marzo de 2017

#### Episodio 3
Participantes: Alex, Antonio, Elena, Filippo, Mara, Maria Grazia, Marisa, Nesli, Roberta.
- Mystery Box
  - Tema: Los ingredientes menos conocidos y utilizados.
  - Ingredientes: hongos shitake, ricotta de oveja negra, foie gras, fregola sarda, mango, tomates negros, lupini de mar, sienten rapa, animelle de ternera y anguila.
  - Mejores platillos: Ejà, la fregola está (Elena), Spiedino de anguila (Roberta), Alma en fregola (Marisa)
  - Ganadora: Marisa.
- Invention Test
  - Tema: A las fronteras del gusto.
  - Invitado: Daniel Facen.
  - Propuestas: Capesante y rabarbaro, ostras y arándanos y caracoles de tierra y pomelo rosa. Marisa para sí elige vieiras (moluscos) y ruibarbo mientras para los demás competidores se elige ostriche y arándanos.
  - Mejores platillos: Ostras en el frutteto (Mara), Chuletas de ostras con salsa viola (Roberta).
  - Peores platillos: Ostras en cáscara de carasau (Antonio), Ostriche en vacación (Elena), Ostras al perfume de naranja (Maria Grazia),
  - Eliminada: Maria Grazia.

#### Episodio 4
Participantes: Alex, Antonio, Elena, Filippo, Mara, Marisa, Nesli, Roberta.
- Prueba en Exterior
  - Sede: Montalcino, cerros del Valle de Orcia.
  - Invitados: 50 viticultores.
  - Tema: El almuerzo de la Benfinita.
  - Equipo azul: Roberta (jefa de equipo), Alex, Elena, Filippo.
  - Equipo rojo: Mara (jefa de equipo), Marisa, Nesli, Antonio.
  - Platillos del menú: Pici a las briciole de pan, scottiglia de jabalí, ciambellone casero y moscardello.
  - Ganadores: Equipo azul.
- Pressure Test
  - Desafiantes: Antonio, Mara, Marisa, Nesli.
  - Invitado: Iginio Massari.
  - Primera prueba: Preparar tres cremas ganache en 30 minutos (se salvan Mara y Marisa).
  - Segunda prueba: Preparar doce macaron en 90 minutos de insertar en un apposito astuccio (se salva Nesli).
  - Eliminado: Antonio.

### Tercera etapa
Fecha: jueves 30 de marzo de 2017

#### Episodio 5
Participantes: Alex, Elena, Filippo, Mara, Marisa, Nesli, Roberta.
- Mystery Box
  - Tema: El décimo ingrediente propiciado por familiares y amigos.
  - Ingredientes: Harina de maíz, parmesano, papas ratte, magatello de ternera, gambas, lardo, tomates amarillos, cuestas y paprika affumicata. Pimiento (Filippo), atún (Elena), hígado (Roberta), mantequilla de maní (Marisa), salmón (Alex), pez spatola (Mara). Los familiares y amigos deberán cocinar a staffetta con los competidores.
  - Mejores platillos: Ternera tonnato con maionese de mar (Elena), Perfectamente equivocado (Nesli), Crema de pimientos con gamba roja (Filippo)
  - Ganador: Nesli.
- Invention Test
  - Tema: Los ingredientes desconocidos.
  - Propuestas: Giaca, mini patisson y cococha. Nesli ha elegido para sí mismo y Mara la cococha mientras para los demás competidores asigna la giaca a Marisa, Filippo y Elena y la mini patission a Alex y Roberta.
  - Mejor platillo: Thai Jack (Elena)
  - Peores platillos: Atún scioccato al zabajone (Alex), Mar y monte (Mara), Quien tiene miedo del huevo negro (Roberta)
  - Eliminada: Mara. Alex va directamente a la Prueba de Presión.

#### Episodio 6
Participantes: Elena, Filippo, Marisa, Nesli, Roberta.
- Prueba en Exterior
  - Sede: Francia, Megève.
  - Invitado: Emmanuel Renault.
  - Tema: El alta cocina. Los participantes deberán competir simultáneamente.
  - Planos del menú: Espaguetis de salsifis leggermenti affumicati con tartufo de Madrugada (Roberta), Porcino en crosta acompañado por una ensalada de hierbas (Filippo), galleta de lucio acompañado de una salsa de cebollas y hierbas silvestres (Elena), Palomas cocidas al fieno con salsa de ginepro (Marisa) y Tortina al chocolate y madera (Nesli)
  - Ganadora: Marisa.
- Pressure Test
  - Desafiantes: Alex, Elena, Filippo, Nesli, Roberta.
  - Tema: Cocinar a ritmo del chef. Cuando el chef levanta las manos la prueba está finalizada.
  - Primera prueba: Cocinar sincronizadamente con Joe Bastianich el Duck Club Sándwich (se salva Filippo)
  - Segunda prueba: Cocinar sincronizadamente con Antonino Cannavacciuolo pasta y patatas con scorfano y vongole (se salva Roberta)
  - Tercer prueba: Cocinar sincronizadamente con Bruno Barbieri Faraona en porchetta con guazzetto de vongole (se salva Nesli)
  - Eliminados: Alex y Elena.

### Cuarta etapa
Fecha: jueves 6 de abril de 2017

#### Episodio 7 (Semifinal)
Participantes: Filippo, Marisa, Nesli, Roberta.
- Mystery Box
  - Tema: Adivinar en 5 degustaciones los ingredientes de una sopa de pescado utilizables posteriormente en el propio platillo.
  - Ingredientes: Harina, guanciale, almendras, remolachas y limón. Filippo se adjudica langosta, pimiento, hongos porcini y huevos de quaglia. Para Marisa atún, garbanzos, calamares y porri. Para Nesli tomates, scampi y brócolis. Para Roberta cozze, triglia, piselli y ajo.
  - Platillos realizados: Langosta y setas (Filippo), Scampi al guanciale (Nesli), Triglia sobre crema de piselli (Roberta),
  - Ganador: Nesli.
- Invention Test
  - Tema: La compra de los jueces. Nesli, en calidad de ganador de la Mystery Box, accede directamente a la final.
  - Ganador: Roberta.
  - Eliminados: Filippo y Marisa.

#### Episodio 8 (Final)
Participantes: Nesli y Roberta
- Restaurante de MasterChef
  - Menú degustación Entre cielo y la tierra de Nesli: Dibujos del cielo, Nuestra tierra, Mar dentro de, Suspendido.
  - Menú degustación Una gita al mar de Roberta: Bocconcino de bufala a la gamba roja, Gazpacho a los frutos rojos, Catalana de astice a los agrumi, Risotto negro con sorpresa, Capesante zucca y caffè, Cheesecake a la avocado.
  - Ganador de la primera edición de Celebrity MasterChef Italia: Roberta Capua

## Audiencia
| Etapa | Episodio | Sky Uno             | Sky Uno         | Sky Uno |
| Etapa | Episodio | Emisión             | Telespectadores | Share   |
| ----- | -------- | ------------------- | --------------- | ------- |
| 1     | 1        | 16 de marzo de 2017 | 1.184.000       | 4.50    |
| 1     | 2        | 16 de marzo de 2017 | 949.000         | 4.10    |
| 2     | 3        | 23 de marzo de 2017 | 1.042.000       | 3.90    |
| 2     | 4        | 23 de marzo de 2017 | 925.000         | 4.40    |
| 3     | 5        | 30 de marzo de 2017 | 969.000         | 3.80    |
| 3     | 6        | 30 de marzo de 2017 | 774.000         | 3.90    |
| 4     | 7        | 6 de abril de 2017  | 953.000         | 3.70    |
| 4     | 8        | 6 de abril de 2017  | 859.000         | 4.00    |

## Concursantes
| Famosos              | Edad | Ciudad     | Profesión                           | Ranking | Pruebas vencidas |
| -------------------- | ---- | ---------- | ----------------------------------- | ------- | ---------------- |
| Anna Tatangelo       | 31   | Sora       | Cantante                            | 1.ª     | 5                |
| Orietta Berti        | 74   | Senigallia | Cantante                            | 2.ª     | 4                |
| Davide Devenuto      | 46   | Roma       | Actor                               | 3.º     | 5                |
| Daniele Tombolini    | 56   | Loreto     | Exárbitro de fútbol                 | 4.º     | 4                |
| Margherita Granbassi | 38   | Trieste    | Esgrimista                          | 5.ª     | 2                |
| Andrea Lo Cicero     | 41   | Catania    | Exjugador de rugby                  | 6.º     | 1                |
| Lorenzo Amoruso      | 46   | Bari       | Exfutbolista y técnico deportivo    | 7.º     | 0                |
| Serena Autieri       | 41   | Nápoles    | Actriz y cantante                   | 8.ª     | 1                |
| Valerio Spinella     | 35   | Roma       | Periodista deportivo                | 9.º     | 2                |
| Barbara Alberti      | 74   | Umbertide  | Escritora y periodista              | 10.ª    | 1                |
| Umberto Guidoni      | 63   | Roma       | Astronauta                          | 11.º    | 0                |
| Laura Barriales      | 35   | León       | Presentadora de televisión y modelo | 12.ª    | 0                |

### Seguimiento semanal
|            | 1          | 1          | 2         | 2          | 3         | 3         | 4         | 4           |             |             |             |             |             |             |             |             |             |             |             |             |             |             |             |             |             |             |             |
| Anna       | PRIMEROS 7 | ÚLTIMOS 5  | PRIMERA   | PRIMEROS 3 | SALVADA   | ÚLTIMOS 3 | FINALISTA | GANADORA    |             |             |             |             |             |             |             |             |             |             |             |             |             |             |             |             |             |             |             |
| Orietta    | PRIMEROS 7 | PRIMEROS 5 | SALVADA   | ÚLTIMOS 4  | SALVADA   | ÚLTIMOS 3 | PRIMERA   | SUBCAMPEONA | SUBCAMPEONA | SUBCAMPEONA | SUBCAMPEONA | SUBCAMPEONA | SUBCAMPEONA | SUBCAMPEONA | SUBCAMPEONA | SUBCAMPEONA | SUBCAMPEONA | SUBCAMPEONA | SUBCAMPEONA | SUBCAMPEONA | SUBCAMPEONA | SUBCAMPEONA | SUBCAMPEONA | SUBCAMPEONA | SUBCAMPEONA | SUBCAMPEONA | SUBCAMPEONA |
| Davide     | PRIMEROS 7 | PRIMEROS 5 | SALVADO   | PRIMEROS 3 | ÚLTIMOS 3 | PRIMERO   | ELIMINADO |             |             |             |             |             |             |             |             |             |             |             |             |             |             |             |             |             |             |             |             |
| Daniele    | ÚLTIMOS 5  | PRIMEROS 5 | SEGUNDO   | ÚLTIMOS 4  | PRIMERO   | ELIMINADO |           |             |             |             |             |             |             |             |             |             |             |             |             |             |             |             |             |             |             |             |             |
| Margherita | ÚLTIMOS 5  | PRIMEROS 5 | SALVADA   | PRIMEROS 3 | ELIMINADA |           |           |             |             |             |             |             |             |             |             |             |             |             |             |             |             |             |             |             |             |             |             |
| Andrea     | PRIMEROS 7 | ÚLTIMOS 5  | SALVADO   | ÚLTIMOS 4  | ELIMINADO |           |           |             |             |             |             |             |             |             |             |             |             |             |             |             |             |             |             |             |             |             |             |
| Lorenzo    | ÚLTIMOS 5  | ÚLTIMOS 5  | ÚLTIMOS 3 | ELIMINADO  |           |           |           |             |             |             |             |             |             |             |             |             |             |             |             |             |             |             |             |             |             |             |             |
| Serena     | PRIMEROS 7 | ÚLTIMOS 5  | ELIMINADA |            |           |           |           |             |             |             |             |             |             |             |             |             |             |             |             |             |             |             |             |             |             |             |             |
| Valerio    | PRIMEROS 7 | PRIMEROS 5 | ELIMINADO |            |           |           |           |             |             |             |             |             |             |             |             |             |             |             |             |             |             |             |             |             |             |             |             |
| Barbara    | PRIMEROS 7 | ELIMINADA  |           |            |           |           |           |             |             |             |             |             |             |             |             |             |             |             |             |             |             |             |             |             |             |             |             |
| Umberto    | ELIMINADO  |            |           |            |           |           |           |             |             |             |             |             |             |             |             |             |             |             |             |             |             |             |             |             |             |             |             |
| Laura      | EXPULSADA  |            |           |            |           |           |           |             |             |             |             |             |             |             |             |             |             |             |             |             |             |             |             |             |             |             |             |

## Detalles de los episodios

### Primer episodio
Fecha: jueves, 15 de marzo de 2018

#### Episodio 1
Participantes: Andrea, Anna, Barbara, Daniele, Davide, Laura, Lorenzo, Margherita, Orietta, Serena, Umberto y Valerio.
- Primera prueba
  - Tema: Los concursantes deben cocinar un plato a su gusto en 60 minutos para ganar el delantal blanco. Pasan a la MasterClass Andrea, Anna, Barbara, Davide, Orietta, Serena y Valerio. Daniele, Laura, Lorenzo, Margherita y Umberto se enfrentan a la prueba de presión.
- Prueba de presión
  - Retadores: Daniele, Laura, Lorenzo, Margherita y Umberto.
  - Primera prueba: Desplumar y desplumar un pollo en 15 minutos (Lorenzo se salva).
  - Expulsiones: Laura
  - Segunda tarea: Cocinar un plato en 30 minutos con la gallina (Daniele y Margherita se salvan).
  - Eliminado: Umberto.

#### Episodio 2
Participantes: Andrea, Anna, Barbara, Daniele, Davide, Lorenzo, Margherita, Orietta, Serena y Valerio.
- Prueba al aire libre
  - Lugar de celebración: Puerto de Génova.
  - Invitados: 100 personas.
  - Primer ensayo: Limpiar correctamente el mayor número de mejillones en 10 minutos (gana Daniele).
  - Equipo azul: Lorenzo (jefe de equipo), Andrea, Anna, Barbara, Serena.
  - Equipo rojo: Daniele (jefe de equipo), Davide, Margherita, Orietta, Valerio.
  - Platos del menú: Malloreddus allo scoglio, calamares rellenos, tarta de manzana con salsa de vainilla (equipo azul). Risotto de fregola con marisco, moscardini guisados con guarnición de patatas, pastel de chocolate con corazón blando y salsa de naranja (equipo rojo).
  - Ganadores:' Equipo rojo.
- Prueba de presión
  - Retadores: Andrea, Anna, Barbara, Lorenzo, Serena. Los jueces le dan a Lorenzo la oportunidad de salvar a alguien sin enfrentarse a la Prueba de Presión y él salva a Andrea.
  - Prueba: Cocine un plato utilizando el método de cocción y los alimentos comprados en la subasta. Anna elige la cocción al vapor y el magatello, Barbara la centrifugación y el nabo rojo, Lorenzo la fritura y las setas, Serena la plancha y el pastrami (Anna, Lorenzo y Serena se salvan).
  - Eliminado: Bárbara.

### Segundo episodio
Fecha: jueves 22 de marzo de 2018

#### Episodio 3
Participantes: Andrea, Anna, Daniele, Davide, Lorenzo, Margherita, Orietta, Serena y Valerio.
- Caja misteriosa
  - Tema: Cocinar con los ingredientes del acuario.
  - Ingredientes: Erizos de mar, fasolari, salicornia, garusoli, habas blancas, espelta, vieiras, algas, tomates cherry, agua de mar.
  - Los mejores platos: Brocheta de marisco (Orietta), Marisco sobre cama de judías blancas (Davide), Vieira sobre crema de judías (Anna)
  - Ganador: Davide.
- Prueba de invención
  - Tema: Dulce o salado.
  - Invitados: Cristina Bowerman e Iginio Massari
  - Ingredientes: chocolate negro, frambuesas, queso Bagòss, calabaza, remolacha, harina, huevos, mantequilla, nata, jengibre, cola de pescado.
  - Asignación de ganadores de la caja misteriosa: Dulce (Orietta, Anna, Lorenzo, Andrea), Salado (Davide, Valerio, Margherita, Daniele, Serena).
  - Los mejores platos: Anna (Música, Bagoss bavarese sobre calabaza, remolacha y salsa de frambuesa) y Daniele (Caos Calmo, tagliatelle de remolacha y frambuesa sobre Bagoss fondant con calabaza confitada con chocolate y jengibre).
  - Ganador:' Anna.
  - Los peores platos: Valerio, Serena, Lorenzo.
  - Eliminado: Serena y Valerio.

#### Episodio 4
Participantes: Andrea, Anna, Daniele, Davide, Lorenzo, Margherita, Orietta.
- Ensayo externo'
  - Lugar: Amatrice, Polo del Gusto.
  - Invitados: 70 habitantes de Amatrice.
  - Equipo azul: Anna (líder del equipo), Davide, Margherita. Anna debe decidir a quién enviar directamente a la Prueba de Presión, Andrea es la elegida. Andrea debe decidir el segundo jefe de equipo, Daniele.
  - Equipo Rojo: Daniele (Jefe de equipo), Orietta, Lorenzo.
  - Platos del menú: Pasta allamatriciana, abbacchio al horno con tomate y ciambella con queso ricotta de oveja y bayas (para ambos equipos)
  - Invitado:' El profesor Gregori del Instituto de Hostelería de Amatrice, que explica los secretos de los espaguetis a la amatriciana a los famosos.
  - Ganadores: Equipo azul.
- Prueba de presión
  - Retadores: Lorenzo, Orietta, Andrea y Daniele.
  - Tema: Cocina del mundo.
  - Primera prueba: hay cinco cajas de madera de cinco continentes diferentes con cinco ingredientes cada una. Quien sea el primero en reconocer cinco ingredientes contenidos en las cajas será el ganador de la ronda y obtendrá una ventaja. Daniele elige el orden de salida entregando a cada concursante una caja numerada. (Orden: 1 Orietta, 2 Lorenzo, 3 Andrea y 4 Daniele). Lorenzo adivina primero los cinco ingredientes.
  - Segunda prueba: Cocinar con los ingredientes no confesados para obtener un plato de fusión: ocre, ñame y carne de montón, hierba limón, cangrejo real, pak choi, mirin, jalapeño, harina de maíz, harina de maíz, solomillo de venado y chorizo. La ventaja de Lorenzo es que también puede utilizar los que ha identificado.
  - Platos hechos: Orietta: Spadellata di sapori dal piccolo mondo (guiso de cordero y venado con cangrejo real, jalapeño, pak choi, ocre); Andrea: Tre continenti (chuleta de venado y redondo de chorizo sobre tortillas de maíz al mirin con pak choi); Lorenzo: Directo al centro del mundo (Venado salteado con lemongrass y nueces de macadamia sobre verduras salteadas con chorizo basmati y fruta de la pasión); Daniele: Garras y cuernos al humo de lemongrass sobre una cama caliente de ñame (Cordero y venado cocinados al humo de lemongrass, croqueta de chorizo y cangrejo sobre salsa de ñame).
  - Eliminado: Lorenzo.

### Tercer episodio
Fecha': jueves 29 de marzo de 2018

#### Episodio 5
Participantes: Andrea, Anna, Daniele, Davide, Margherita, Orietta.
- Caja misteriosa
  - Tema:' Tus maestros - ¿Ha superado el alumno al maestro? (Repite los platos traídos y preparados por la familia y los amigos).
  - Los mejores platos: Orietta (Sopa imperial, cubos de huevo, sémola, mantequilla y queso parmesano en caldo), Daniele (Cochinillo relleno, con patatas en una solución de sal saturada, chalotas fritas y salsas de queso pecorino), Margherita (Buzolai de Istria, galletas de mantequilla con ganache de chocolate negro con sabor a naranja).
  - Ganadora: Orietta.
- Prueba de invención
  - Tema: Los ingredientes asesinos de MasterChef: ranas, anguilas, riñones, pelotas de toro, crestas de gallo, mollejas de cordero.
  - Las ventajas de Orietta: decidir qué ingrediente cocinar (ella elige la anguila) y asignar el resto de ingredientes a los demás concursantes.
  - Asignación a los otros concursantes: en una cadena, cada concursante elige un ingrediente para otro. Comienza Orietta, que elige ranas para Daniele, éste asigna testículos de toro a Anna, ella se decide por mollejas de cordero para Margherita, ésta opta por dar riñones a Andrea y para Davide quedan crestas de gallo.
  - Duración: 45 minutos.
  - Mejor plato: Daniele (Atún de rana en conserva y giardiniera de verduras sobre salsa de roquefort aterciopelada).
  - Los peores platos: Margherita, Davide, Andrea.
  - Eliminado: Andrea y Margherita.

#### Episodio 6
Participantes: Anna, Daniele, Davide, Orietta.
- Ensayo al aire libre
  - Lugar de celebración: En el restaurante Lume de Milán.
  - Invitados: Luigi Taglienti, chef.
  - Tema: Plato estrellado, prueba individual. Proponga un plato de su propia invención al estilo de las estrellas.
  - Platos del menú: Davide: De Nápoles a Bangkok (gambas aromatizadas con bergamota, sepia con ralladura de lima, rodaja de dorada con pimentón); Daniele: Conejo, bergamota y laurel cocinado en horno de leña; Anna: Un sueño en color (medallón de rape con salsa de cítricos); Orietta: Trozos de conejo y ternera salteados y guisados con verduras de la huerta y salsa de queso.
  - Ganadores: Davide.
- Prueba de presión
  - Retadores: Anna, Daniele, Orietta.
  - Prueba: prepara el mayor número de rellenos de pasta rellena en 30 (Orietta se salva).
- Duelo: Pasta rellena.
  - Retadores: Anna, Daniele.
  - Prueba: preparar platos con pasta rellena introduciendo algunos de los rellenos realizados en la prueba anterior.
  - Platos : Daniele (Casoncelli al magro, Cappellacci di crostacei, Melanzane alla bisque di crostacei), Anna (dos variedades de raviolis: uno con langostinos, mantequilla y salvia, el otro con berenjena, queso ricotta, albahaca y tomate).
  - Eliminado: Daniele.

### Cuarto episodio
Fecha: jueves, 5 de abril de 2018

#### Episodio 7 (Semifinal)
Participantes: Davide, Orietta, Anna.
- Caja misteriosa
  - Prueba: enciende las tres bombillas de la caja acertando tres platos que deben gustar a los jueces. Seguirán trayendo platos hasta que todas las bombillas estén encendidas.
  - Platos hechos
    - Anna'
      - 1er plato: salsa de mostaza con carne de venado chamuscada (no se acepta).
      - 2º plato: salsa de mostaza con carne de venado chamuscada y col de Saboya (aceptado = 1ª bombilla encendida).
      - 3er plato: paccheri revisitado alla Norma (aceptado = 2ª bombilla encendida).
      - 4º plato: lenguado con salsa de limón (no se acepta).
      - 5º plato: lenguado con salsa de limón, una patata y una corrección de la sal (aceptada = 3ª bombilla encendida).

    - Davide'
      - Primer plato: milhojas con queso ricotta y gambas crudas en aceite de sésamo (no se acepta).
      - 2º plato: filete de cerdo con crema de jengibre (aceptado = 1ª bombilla encendida).

    - Orietta'
      - '1 primer plato: salchichas rellenas de carne y verduras con col de Saboya (aceptado = 1ª bombilla encendida)
      - 2º plato: filete de cerdo con jamón y manteca (no se acepta).

  - Ganadora: Anna.
- Prueba de invención
  - Tema: Nada se crea, nada se destruye, todo se transforma.
  - Prueba: cocinar un plato que contenga restos de pescado, carne o verduras.
  - Las ventajas de Anna
    - 1ª ventaja: elegir qué sobras te quedas para ti y qué das a los demás concursantes (Anna elige las sobras de pescado para ella, mientras que deja las de carne a Orietta y las de verduras a Davide).
    - 2ª ventaja: asignar a los otros concursantes una contingencia desconocida a la que enfrentarse mientras cocinan (Anna asigna a Davide el inesperado Antonino, que consiste en cocinar cinco platos en lugar de uno debido a la presencia de algunos invitados, y a Orietta el inesperado Bruno, que consiste en cocinar con un plato lleno de sal).

  - Ganador: Orietta.
  - Eliminado: Davide.

#### Episodio 8 (Final)
- Participantes: Anna y Orietta.
- El restaurante de MasterChef
  - Menú degustación "Locura delicada" de Anna: Gambas rojas marinadas y queso burrata sobre salsa de aguacate y oblea de tinta de calamar, Raviolis de espárragos y queso ricotta con cigalas salteadas y setas porcini, Solomillo de San Pedro y caviar con chucrut salteado en vinagre de frambuesa sobre salsa de azafrán, Transparencia de fresas con salsa de crema de vainilla y decoración de Isomalt.
  - Menú de degustación de Orietta: Vieiras sobre un lecho de patatas y jengibre con erizos de mar y setas porcini, tortellini de calabaza con gambas rojas y salvia frita, trenza de lubina a las hierbas sobre salsa de tomate cherry con aceitunas y rebozuelos, pastel de ladrillo revisitado con fresas.
  - Ganador de la segunda edición de Celebrity MasterChef Italia: Anna Tatangelo.